# W swoim kręgu
W swoim kręgu (ang. At Close Range) – amerykański film kryminalny z 1986 roku w reżyserii Jamesa Foleya. Obraz reprezentuje styl neo-noir.

## Fabuła
Film oparty na prawdziwej historii rodziny przestępczej z Pensylwanii, kierowanej przez Bruce'a Johnstona seniora, która działała w latach 60. i 70. XX wieku. 

## Obsada
- Sean Penn jako Brad Whitewood Junior[1]
- Millie Perkins jako Julie Whitewood
- Christopher Walken jako Brad Whitewood Senior
- Mary Stuart Masterson jako Terry
- Chris Penn jako Tommy Whitewood
- David Strathairn jako Tony Pine
- Crispin Glover jako Lucas
- Kiefer Sutherland jako Tim
- Eileen Ryan jako babcia
- Tracey Walter jako Patch Whitewood

Na ścieżce dźwiękowej do filmu znajduje się utwór Madonny Live to Tell z albumu pt. True Blue.